# Nomenia unipecta
Nomenia unipecta là một loài bướm đêm trong họ Geometridae.